# Cutty Cutshall
Cutty Cutshall [ˈkʌt̬i ˈkʌtʃɔːl] (* 29. Dezember 1911 in Huntingdon, Pennsylvania, als Robert Dewee Cutshall; † 16. August 1968 in Toronto) war ein US-amerikanischer Jazz-Posaunist.
Cutshall begann seine Karriere als Musiker in Pittsburgh, wo er 1934 an einer Tournee mit Charley Dornbergers Tanzband mitwirkte. 1938 wurde er Mitglied in Jan Savitts Orchester; danach spielte er Anfang der 40er bei Benny Goodman und nach seinem Wehrdienst erneut 1946. Am Ende der Dekade arbeitete er mit Billy Butterfield im NewYorker Jazzclub Nick’s und als freischaffender Musiker in New York City. 1949 begann seine Zusammenarbeit mit Eddie Condon, die zehn Jahre währen sollte; außerdem spielte er in dieser Zeit noch mit Max Kaminsky und Peanuts Hucko und trat von 1963 bis 1966 auf der Colorado Jazz Party auf. Er war auch noch Mitglied der Formation Nine Greats of Jazz, aus der dann später The World’s Greatest Jazz Band entstand. Cutshall tourte zuletzt noch 1968 mit Condon; er starb dabei in einem Hotelzimmer im kanadischen Toronto.
Cutty Cutshall wirkte im Laufe seiner Karriere außerdem an Aufnahmen von Bob Crosby, Jimmy McPartland, Jimmy Dorsey, Yank Lawson/Bob Haggart und Wild Bill Davison mit; er ist stark von Jack Teagarden beeinflusst.